# Carl Jacob Ettling
Carl Jacob Ettling (* 15. April 1806 in Rüsselsheim; † 21. Juni 1856 in Gießen) war ein deutscher Mineraloge.

## Leben
Carl Jacob Ettling war der älteste Sohn des Oeconomen (Landbesitzer) Johann Jacob Friedrich Ettling aus Frankfurt am Main und dessen erster Ehefrau Therese Margaretha, geb. Reichard.
Er promovierte zum Dr. Phil. Im April 1835 wurde er Assistent Justus von Liebigs, dessen Fünf-Kugel-Apparat er vervollkommnete. Ab 1837 war er Lehrer an der naturwissenschaftlichen Realschule in Gießen. 1849 wurde er a.o. Professor  für Mineralogie an der Universität in Gießen.
Bei Ettlings Hochzeit 1841 in Gießen mit Caroline Heyer, der Witwe von Friedrich Christian Gregor Wernekinck, war Justus von Liebig Trauzeuge.

## Veröffentlichungen
- Analyse eines essigsauren Kupfer-Kalks; 1832
- Beitrag zur Kenntnsiss des Bienenwachses; 1832
- Über das aetherische Oel der Spirea ulmaria und dessen Verbindungen; 1839
- Über die salicylige Säure; 1841